# Раухала, Калерво
Калерво Юхани Раухала (фин. Kalervo Juhani Rauhala; 19 октября 1930, Юлистаро, Вазаская губерния — 21 сентября 2016, Сейняйоки, Южная Остроботния) — финский борец, серебряный призёр летних Олимпийских игр в Хельсинки (1952).

## Спортивная карьера
Начал тренироваться в молодежном борцовском клубе Ylistaron Kilpa-Veljet.
Четыре раза становился чемпионом Финляндии по греко-римской (1951, 1952, 1955 и 1957), и четыре раза — по вольной борьбе (1953, 1954, 1955 и 1958). В 1952 году на Олимпийских играх в Хельсинки он завоевал серебряную медаль в весовой категории до 79 кг по правилам греко-римской борьбы. В частности он победил советского борца Николая Белова.
В 1953 году стал бронзовым призёром чемпионата мира в Неаполе, в ходе турнира он одержал победу над будущим олимпийским чемпионом Браниславом Симичем их Югославии. После неудачи на мировом первенстве к западногерманском Карсруэ (1955) прекратил выступления на международной арене, однако в Финляндии продолжал бороться до 1960 г.
Его сыновья Пекка и Юкка также стали борцами международного уровня. Юкка завоевал бронзовую медаль на Олимпийских играх в Лос-Анджелесе (1984) в легком весе.